# 緹蒂婭·吉拉蓬辛
緹蒂婭·吉拉蓬辛（羅馬化：Thitiya Jirapornsilp，2005年1月4日—），小名Bapor，為泰國新生代女演員及模特。代表作為電影《初戀你我他》。

## 早期生活
Baipor於2005年1月4日出生於泰國曼谷。曾於就讀蘇克薩納里學校期間，擔任學校活動的鼓手與舞者。

## 演藝經歷
2023年2月，Baipor首次在青春愛情電影《初戀你我他》首度亮相，並在劇中一人分飾兩角，主演同卵雙胞胎姊妹You（優）和Me（蜜）。同年10月，電影《（非）親密朋友》於泰國上映，在電影中主演Bokeh一角。

## 作品列表

### 電影
| 首映年份 | 電影名               | 電影名    | 角色       | 備註 |
| 首映年份 | 譯名                 | 原文名    | 角色       | 備註 |
| 2023年   | 《初戀你我他》       |           | You （優） | 主演 |
| 2023年   | 《初戀你我他》       | Me （蜜） |            | 主演 |
| 2023年   | 《他的最後一個朋友》 |           | Bokeh      | 主演 |
| 2024年   | 《Love Stuck》       |           | Rin        | 配角 |

### 網路劇
| 首播年份 | 戲名         | 戲名   | 播放平台 | 角色 | 備註 |
| 首播年份 | 譯名         | 原文名 | 播放平台 | 角色 | 備註 |
| 2024年   | 《Start-Up》 |        | trueID   |      | 配角 |

## 獎項與提名
| 年分   | 頒獎典禮               | 獎項       | 提名作品／人物 | 結果 | 來源 |
| 2024年 | 第32屆泰國電影金天鵝獎 | 最佳女主角 | 《初戀你我他》 | 獲獎 |      |

## 外部連結
- 緹蒂婭·吉拉蓬辛的Instagram帳戶（泰文）
- 緹蒂婭·吉拉蓬辛的官方YouTube帳號 （页面存档备份，存于）（泰文）